# Аахське джерело
47°50′48″ пн. ш. 8°51′29″ сх. д. / 47.846666666667° пн. ш. 8.8580555555556° сх. д.
Аа́хське джерело́ (нім. Aachtopf) — найбільше карстове джерело Німеччини, яке виробляє в середньому 8 500 л/секунду. Витік змінюється сезонно згідно з погодою, але джерело ніколи не висихає. Джерело розташовано на південь від західного краю Швабської Юри, неподалік від міста Аах.
Назва Aachtopf складається з Aach (означає воду в давньоверхньонімецькій); назва річки, що утворює джерело — Радольфцеллер-Аах. Topf можна перекласти як чашу і зазвичай використовується для круглих джерел у формі чаші. Радольфцеллер-Аах тече на південь до Боденського озера, де впадає в Рейн.
Джерело знаходиться  на південному кінці печерної системи, якою прямує вода із західного кінця Швабської Юри. Більша частина води походить з річки Дунай, Дунайські понори, між містами Іммендинген і Меринген. Цікаво, що Дунай тече на схід у Чорне море, а Рейн тече на північ до Північного моря. Тому вода Аах тече під європейським континентальним вододілом. Це яскравий приклад карстового річкового перехоплення.
Карстове джерело з'єднано з величезною печерою, яка прямує на північ. Печера повністю заповнена водою і може бути вивчена тільки драйверами. Перше дослідження зробив відомий німецький водолаз Йоген Газенмайер. Обвал блокує печеру за декілька сотень метрів. Печера може продовжуватись на кілька кілометрів за межами іншої сторони блокування. 
Єдина відома в Європі печерна риба, Barbatula, була виявлена в системі Дунай-Аахтопф 2015 року.